# Печки-лавочки
«Пе́чки-ла́вочки» — советский художественный полнометражный чёрно-белый фильм, снятый Василием Шукшиным на киностудии имени М. Горького в 1972 году.
Василий Шукшин любил этот фильм и считал лучшей своей работой.

## Краткое содержание
Семейная пара из алтайской деревни впервые уезжает по путёвке на курорт, «к югу». Деревня, быт, люди, песни, застолье, сборы сняты практически в документальной манере, а само путешествие в Москву насыщено анекдотически смешными, но в то же время вызывающими симпатию, сочувствие и даже лёгкую грусть ситуациями, увиденными человеком из деревни, ставшим писателем, актёром и режиссёром. В поезде состоялось знакомство и с обаятельнейшим вором, и с учёным-лингвистом, который пригласил их остановиться у него в Москве. В конце концов супруги попадают и к морю.

## В ролях
| Актёр                   | Роль                                                   |
| ----------------------- | ------------------------------------------------------ |
| Лидия Федосеева-Шукшина | Нюра Расторгуева                                       |
| Василий Шукшин          | Иван Сергеевич Расторгуев                              |
| Всеволод Санаев         | Сергей Фёдорович Степанов профессор-языковед из Москвы |
| Георгий Бурков          | Виктор Александрович поездной вор                      |
| Зиновий Гердт           | Зиновий Ефимович друг профессора                       |
| Иван Рыжов              | старший проводник поезда                               |
| Станислав Любшин        | Иван Степанов сын профессора                           |
| Вадим Захарченко        | сосед по купе                                          |
| Елизавета Уварова       | жена профессора                                        |
| Любовь Мышева           | Люда невестка профессора                               |
| Любовь Соколова         | проводница поезда                                      |
| Виктор Филиппов         | сержант милиции                                        |
| Алексей Локтев          | следователь прокуратуры                                |
| Юрий Филимонов          | главный врач санатория                                 |
| Валентина Куценко       | Ирина Георгиевна пациентка санатория                   |

## В эпизодах
| Актёр                                            | Роль                                                   |
| ------------------------------------------------ | ------------------------------------------------------ |
| Леонид Енгибаров                                 | клоун, гость у профессора                              |
| Борис Марков                                     | Боря плотогон                                          |
| Вадим Спиридонов                                 | Васька Чулков односельчанин Расторгуевых               |
| А. Емельянова                                    |                                                        |
| Людмила Зайцева                                  | Людмила сестра Ивана Расторгуева                       |
| Светлана Скрипкина                               | мать Нюры                                              |
| Ксения Минина                                    | Ксения односельчанка Расторгуевых, жена Васьки Чулкова |
| Анатолий Горбенко                                | односельчанин Расторгуевых                             |
| Елена Санаева                                    | Леночка попутчица в поезде                             |
| Пантелеймон Крымов                               | Лев Казимирович односельчанин Расторгуевых             |
| Г. Успенская                                     |                                                        |
| Леонид Юхин                                      | односельчанин Расторгуевых                             |
| Н. Шевченко                                      |                                                        |
| Никита Астахов                                   | односельчанин Расторгуевых                             |
| Наталья Гвоздикова                               | Наташа студентка-стройотрядовка                        |
| Фёдор Телелецкий                                 | Балалаечник                                            |
| Анатолий Иванов                                  | Автор и исполнитель песни «Болваночка»                 |
| жители сёл Сростки и Шульгин Лог Алтайского края | Исполнители застольных песен                           |
| Мария Шукшина                                    | дочь Расторгуевых (нет в титрах)                       |
| Ольга Шукшина                                    | дочь Расторгуевых (нет в титрах)                       |
| Анатолий Заболоцкий                              | односельчанин Расторгуевых (нет в титрах)              |

## Съёмочная группа
- Сценарий и постановка — Василия Шукшина
- Оператор-постановщик — Анатолий Заболоцкий
- Художник-постановщик — Пётр Пашкевич
- Художник-декоратор — Б. Дукшт
- Композитор — Павел Чекалов
- Звукооператор — Александр Матвеенко
- Режиссёр — Л. Острейковская
- Оператор — С. Приймак
- Монтаж — Н. Логиновой
- Редактор — В. Погожева
- Художник по костюмам — Яков Ривош
- Художник-гримёр — В. Захарченко
- Ассистенты:

режиссёра: Э. Лукшайтис, В. Романовская, Т. Равилова
оператора: Б. Головченко, А. Ковальчук
художника — Л. Чекулаева
звукооператора — Г. Кравецкий
- Оператор комбинированных съёмок — В. Лозовский
- Мастер по свету — Р. Аванесов
- Директор картины — Я. Звонков
- Дирижёры: Д. Штильман, А. Петухов

## Песни
- За кадром в исполнении Аллы Пугачёвой звучит джаз-вокализ на мотив песни «Очи чёрные», записанный специально для фильма в период работы певицы в эстрадном оркестре под руководством Олега Лундстрема[1].
- В фильме звучит песня «Ты — такой серьёзный» (венг. Utánam a vízözön, буквально «После меня хоть потоп») в исполнении венгерской певицы Каталин Шароши (Katalin Sarosi; 1930—2000).
- ВИА «Самоцветы». Песня «Горлица» (О. Иванов — С. Кирсанов).

## Отзывы
Кинокритик Георгий Капралов назвал фильм прекрасным, добрым и человечным.
Киновед Валерий Фомин писал, что Шукшин «кадр за кадром разворачивает перед нами … пейзажи человеческой души». Он считал, что «в „Печках-лавочках“ Шукшин по-прежнему верен своему герою, активно сопереживает ему, но, пожалуй, впервые в своих экранных работах он выходит из-под власти персонажа и трезво наблюдает за его поступками», «восхищается им и тут же довольно беспощадно казнит его за очевидные промахи и свойственные этому характеру слабости». Он назвал «Печки-лавочки» лучшим на то время фильмом Шукшина, практически безупречным по части режиссуры. Тем не менее кинокритик назвал его «фильмом одного героя, одного характера» и считал, что «в галерее вагонных попутчиков Ивана и прочих встретившихся на его пути ему людей далеко не все образы выписаны равноценно».
Кинокритик Борис Рунин отмечал высокий уровень сценария фильма: «…за последнее время наши сценаристы создали немало картин, радующих красочностью языка, меткостью словоупотреблений, выразительностью современной народной речи. Здесь в первую очередь следует назвать сценарии В. Шукшина, в частности его „Печки-лавочки“».
Киновед Юрий Тюрин констатировал, что «критика была практически единодушна в своих высоких оценках сценария, режиссуры и актёрского мастерства». Он особо выделял то, что «Шукшин-актёр, зрелый актёр, наконец-то снялся у Шукшина-режиссёра». При этом «как актёр он нисколько не смеётся над своим персонажем, чуть подшучивает, беззлобно, с доброй улыбкой». По мнению критика, «рядом с актёром-Шукшиным легче, естественнее работалось его жене Федосеевой», и фильм дал «первый блестящий результат сотворчества этих прекрасных русских актёров».
Кинокритик Ростислав Юренев назвал фильм «серьёзной комедией». Он писал о фильме: «Шукшин смотрит на мир… нет, не наивным, а незамутнённым, не заслонённым условностями взглядом своего Ивана. А мы, зрители, зная, что он ошибается, всё же где-то в глубине своего сердца соглашаемся с ним». В фильме «с явлений как бы снимаются привычные маски, и они предстают в своей сущности». При этом критик считал, что, как и предыдущие фильмы Шукшина, «„Печки-лавочки“ не отличаются стройностью композиции и уверенным постановочным мастерством».
Культуролог Наталья Кириллова считала, что в этом фильме Василий Шукшин «пробует объединить разные направления своих творческих поисков, включая и то, что было наиболее интересным в предшествующих экранных произведениях». Она отмечала: «В „Печках-лавочках“ на первый план выходит своеобразный шукшинский юмор, причём не только в парадоксальных сюжетных ситуациях, когда главный герой принимает вора за „конструктора по железной дороге“, а профессионала-фольклориста за жулика, — стихия юмора вперемешку с грустью пронизывает всю структуру, все диалоги фильма. Ещё одной особенностью этой талантливой картины является творческий дуэт Шукшина — представителя „литературного“, „разговорного“ кинематографа и оператора Анатолия Заболоцкого — приверженца „настоящего“ кино, более склонного к экранной поэзии, нежели к прозе. Этот дуэт позволил с наибольшей полнотой соединить на экране бытовой сюжет и массу живых наблюдений, глубокий психологизм и юмор, внешнюю простоту героев с их сложным духовным миром».
Лидия Маслова так оценивала фильм: «„Печки‑лавочки“ сняты очень гордым человеком, и именно потому Иван Расторгуев всё равно выходит моральным победителем — даже несмотря на финал, когда сидящий босиком на родной земле автор констатирует печальный факт: „Всё, ребята, конец!“ — имея в виду не только конец фильма, но и всего того бесшабашного и романтически‑русского, что олицетворяет его герой».

## Факты
- Значительная часть съёмок проходила в селе Шульгин Лог на левом берегу реки Катунь. Весь процесс съёмок занял в общей сложности четыре месяца[1][2].
- Из экономических соображений съёмочную группу не хотели пускать работать на Алтай, но на этом настоял сам Шукшин[1][2].
- Герои фильма прибывают на привокзальную площадь Бийска автобусом ПАЗ-672, следующим по маршруту Целинное — Бийск. В настоящее время данная площадь носит имя В. М. Шукшина.
- В течение полугода после окончания съёмок картину согласовывали с цензорами: в итоге были полностью удалены эпизоды с частушками балалаечника Феди, концовку же удалось с большим трудом отстоять[1][2].
- Поезд в фильме ведёт одиночная секция тепловоза ТЭ3-5713.
- Поговорка «печки-лавочки», которую в течение фильма несколько раз произносит герой Василия Шукшина, является любимой поговоркой Лидии Федосеевой-Шукшиной — жены Шукшина по фильму и в жизни.
- Финальный кадр, где Иван сидит на склоне горы Пикет (и который в будущем послужил основой для установленного там же памятника самому Шукшину), изначально был вырезан из прокатной версии и был вставлен в фильм лишь после смерти Василия Шукшина[1].
- Роль Ивана Сергеевича Расторгуева была предложена Леониду Куравлёву, но тот от неё отказался[1][17].